# 山口県道21号山口防府線
山口県道21号山口防府線（やまぐちけんどう21ごう やまぐちほうふせん）は、山口県山口市上宇野令と防府市台道を結ぶ県道（主要地方道）である。

## 概要
主要地方道に指定される1977年より前は山口県道195号大内大道線だったが、その後山口県道27号山口大道線になり、1994年（平成6年）から現行路線名称になっている。
山口市中央3丁目 - 山口市下小鯖柊間は国道262号の旧道である。現在も国道262号・山口市大内地区と山口市街地を結ぶ幹線道路となっているが、交通量が多いにもかかわらず片側1車線であるため慢性的な交通渋滞が著しい。なお、この区間は全日本実業団ハーフマラソンのコースの一部にもなっている。
下小鯖以南は、終点で接続する山口県道25号宇部防府線と合わせて秋穂地区へのアクセス路を構成する。

### 路線データ
- 起点：山口市上宇野令（白石交差点、国道9号交点）
- 終点：防府市台道（小俣交差点、国道2号交点・山口県道25号宇部防府線・山口県道58号防府環状線終点）

## 歴史
- 1993年（平成5年）5月11日 - 建設省から、県道山口防府線が山口防府線として主要地方道に指定される[1]。

## 路線状況

### 重複区間
- 山口県道194号山口秋穂線（山口市鰐石町・山口駅入口交差点 - 山口市大内千坊6丁目）
- 国道262号（山口市下小鯖・柊交差点 - 鯖地交差点）

## 地理

### 通過する自治体
- 山口市
- 防府市

### 交差する道路
| 交差する道路                                                            | 市町村名 | 交差する場所             | 交差する場所                |
| ----------------------------------------------------------------------- | -------- | ------------------------ | --------------------------- |
| 国道9号                                                                 | 山口市   | 上宇野令（かみうのれい） | 白石交差点 / 起点           |
| 山口県道204号宮野大歳線                                                 | 山口市   | 中央3丁目                | 中央交差点                  |
| 山口県道194号山口秋穂線 重複区間起点                                    | 山口市   | 鰐石町（わにいしちょう） | 山口駅入口交差点            |
| 山口県道61号山口小郡秋穂線 山口県道501号山口秋吉台公園自転車道線 重複   | 山口市   | 宮島町                   | 新鰐石橋交差点              |
| 山口県道502号山口防府小郡自転車道線                                     | 山口市   | 大内千坊2丁目            | [ 2 ]                       |
| 山口県道194号山口秋穂線 重複区間終点                                    | 山口市   | 大内千坊6丁目            |                             |
| 山口県道26号山口鹿野線                                                  | 山口市   | 大内矢田北5丁目          | 大内上矢田交差点            |
| 山口県道502号山口防府小郡自転車道線 重複区間起点                        | 山口市   | 下小鯖                   |                             |
| 国道262号 重複区間起点 山口県道502号山口防府小郡自転車道線 重複区間終点 | 山口市   | 下小鯖                   | 柊交差点                    |
| E2A 中国自動車道                                                        | 山口市   | 下小鯖                   | 32 山口IC                   |
| 国道262号 重複区間終点                                                  | 山口市   | 下小鯖                   | 鯖地交差点                  |
| 山口県道502号山口防府小郡自転車道線                                     | 山口市   | 下小鯖                   |                             |
| 山口県道348号大内右田線                                                 | 山口市   | 上小鯖                   |                             |
| 国道2号 山口県道25号宇部防府線 山口県道58号防府環状線 重複              | 防府市   | 台道                     | 小俣（おまた）交差点 / 終点 |

### 沿線にある施設
- 山口県立山口高等学校
- 山口市立白石中学校
- 山口県立山口中央高等学校
- 山口県立山口総合支援学校みほり分校
- ゆめタウン山口
- テレビ山口本社
- 山口県農林総合技術センター
- 山口市立大内小学校
- 山口市役所 大内出張所
- 山口市立大内中学校
- ザ・ビッグ大内店
  - トイザらス山口店
  - スタジオアリス山口大内店
- ナフコ大内店
- マクドナルド山口インター店
- tysハウジングプラザサエラ
- 防府リハビリテーション病院
- 小俣八幡宮